# 9189 Hölderlin
9189 Hölderlin là một tiểu hành tinh vành đai chính với chu kỳ quỹ đạo là 1360.1829930 ngày (3.72 năm).
Nó được phát hiện ngày 10 tháng 9 năm 1991.